# 勒滕巴赫河 (埃默河支流)
46°52′44″N 7°47′35″E / 46.87885°N 7.79300°E

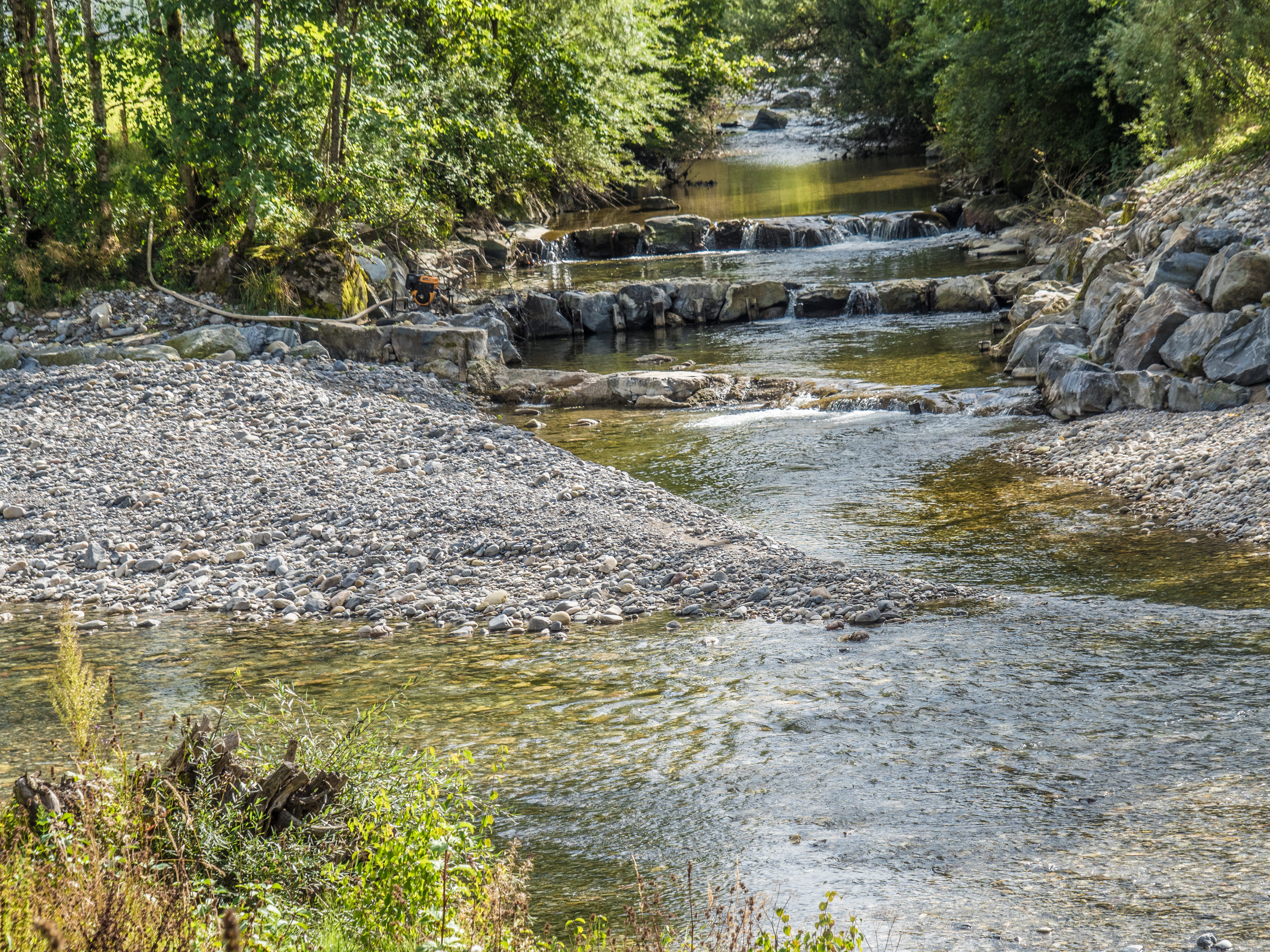

勒滕巴赫河是瑞士的河流，位於該國中西部，流經伯恩州，屬於埃默河的左支流，河道全長16.5公里，流域面積53.7平方公里，河口處在埃吉維爾附近。